# Pac-Man Championship Edition
Pac-Man Championship Edition ( ou Pac-Man C.E.) é o penúltimo jogo da série Pac-Man, desenvolvido pelos criadores do original Pac-Man, exclusivamente para o Xbox 360. O jogo foi lançado em 6 de junho de 2007. O anúncio do jogo realmente impulsionou mais compras do Xbox 360 no Japão. Pac-Man C.E. também está disponível num disco intitulado de Xbox Live Arcade Compilation que é fornecido com o Xbox 360.

## Jogabilidade
Tal como o jogo original, a base da jogabilidade de Pac-Man C.E. consiste inteiramente em navegar através de um labirinto, comendo pontos, pontos energizantes e frutas, e evitando os quatro fantasmas que vagam no labirinto. Ao comer um ponto energizante, os fantasmas se tornam azuis, permitindo que Pac-Man possaa comê-los e enviá-los de volta à sua casa, onde podem voltar a sua forma original. Se Pac-Man é capturado por um fantasma, o jogador perde uma vida.

### Principais diferenças entrePac-Man C.E.ePac-Man
Pac-Man C.E. contém grandes diferenças a partir do seu homólogo original. O jogo possui um prazo no qual o jogador deve comer tantos pontos quanto for possível e, o jogo termina quando este tempo limite é atingido. Extras vidas são outorgadas a cada 20.000 pontos, em contraste com o jogo original onde a única vida extra aparece quando se consegue 10.000 pontos.
Cada labirinto está dividido em duas metades. Ao comer todos os pontos de uma metade, uma fruta bônus aparece do outro lado, e ao comer o fruto provoca um novo labirinto que aparece na primeira metade. Na maioria dos casos, o labirinto padrão varia significativamente ao longo do jogo e ocorre algumas mudanças ao longo do jogo. O valor de cada ponto aumenta progressivamente conforme o jogador permanece vivo, e os pontos energizentes permanecer em vigor durante um determinado período de tempo, e não termina logo que os quatro fantasmas são comidos. O jogador pode comer outro ponto energizante antes do primeiro ter acabado, permitindo que o jogador continue a comer os fantasmas para ganhar progressivamente uma pontuação maior. (Ao contrário do jogo original, os valores dos fantasmas não são repostos quando se come um segundo ponto energizente. Este método de pontuação também foi em Pac-Mania).
Na maior parte dos casos, os fantasmas se comportam da mesma forma da versão original, permitindo que jogadores experientes possam predizer como irão deslocar-se em determinadas situações. No entanto, Pinky agora se desloca para a posição de Pac-Man, tornando-se um inimigo mais perigoso nos últimos jogos. Para equilibrar isso, o jogador pode emitir faíscas na direção em que pretende transformar a parede em um túnel, permitindo-lhe se deslocar para poder escapar de Pinky mais rápido.
Para além de todos as frutas bônus originais de Pac-Man, uma variedade de novas frutas bônus aparecem neste jogo, incluindo os navios de Galaxiane Galaga, e uma coroa que vale 7.650 pontos.
Ao final do jogo, uma estatística detalhada sobre o desempenho no jogo é exibida na tela, mostrando um histograma da pontuação do jogador ao longo do jogo. A pontuação é dividida em três categorias principais: pontos e pontos energizantes, fantasmas, e frutas. Após o "status" na tela, o jogador pode ver um replay do seu jogo ou escolher um outro nível para jogar.

## Recepção
Pac-Man Championship Edition foi liberado para a maioria das opiniões críticas, com comentadores declarando a jogabilidade como "fresca e excitante". [carece de fontes?]
As críticas incluem a falta de um modo multijogador, e uma aparente recaída para os padrões do jogo original.
Em 13 de novembro de 2007, a pontuação da Metacritic foi 83. [carece de fontes?]

## Ligações Externas
- Jogo Jornal Página